# Frei Gregório Girard
 Frei Gregório Girard ou Padre Girard era um franciscano conventual suíço e pedagogo. Nasceu em Friburgo no ano 1765 e morreu no dia 06 de março de 1850 na cidade suíça de Friburgo.

## Biografia
Frei Gregório Girard, nasceu no dia 17 de dezembro de 1765, em Friburgo na Suiça, seu nome de batismo era Jean-Baptiste-Melchior-Gaspard-Balthazar Girard. Era o quinto filho de uma família da Savóia de classe média superior. Com dezesseis anos entrou no noviciado da Ordem dos Frades Menores Conventuais, depois de uma difícil situação com a Revolução Chenaux (1781) e da agitação social em Friburgo . 
Neste tempo se dedicou no ensino dos colégios da Ordem Franciscana e depois foi para Würzburg na Alemanha, onde estudou teologia, filosofia e direito eclesiástico. Retornou a cidade natal em 1789, se dedicando por dez anos no trabalho missionário e ensinando filosofia aos jovens de sua Ordem. A convite de Stapfer, ministro das artes e ciências, em 1798, publicou um ensaio delineando um esquema de educação nacional suíço. Sua ortodoxia ficou sob suspeita, devido sua admiração pelas ideias kantianas, que ficou evidente em seu ensaio. Girard foi chamado para Verne, onde permaneceu quatro anos.

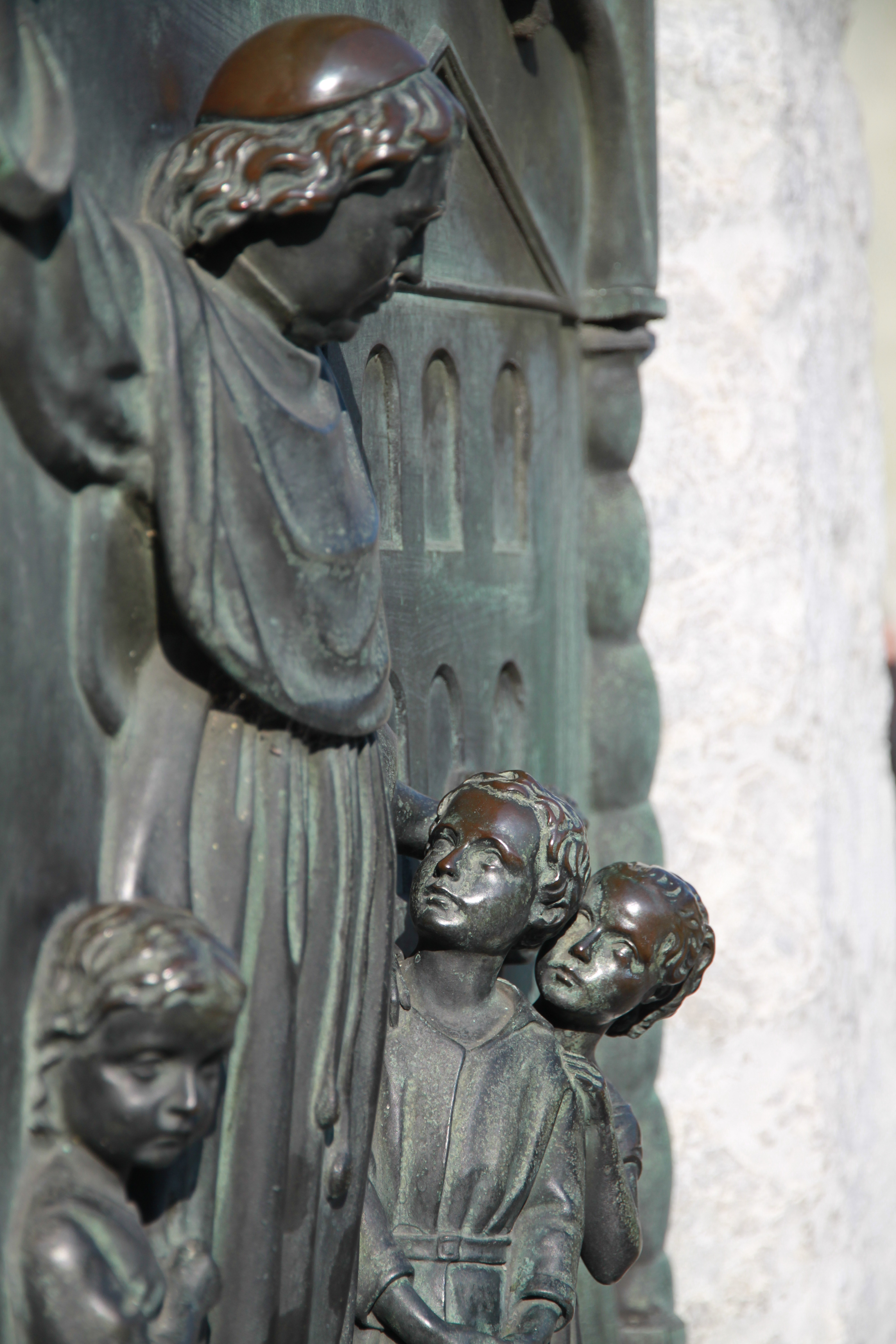
Relevo que mostra Girard cercado por crianças

Em 1804 foi chamado de volta a Friburgo e começou a trabalhar nas escolas primárias. Como diretor das escolas em Friburgo (1807-1823), Girard tornou a educação obrigatória, organizou a administração escolar, insistiu na adoção de bons livros e métodos e introduziu o sistema monitorial, evitando o abuso do mero exercício de memória e fazendo todos os estudos convergem para a educação completa da criança.
Conforme suas ideias pedagógicas, a educação deve visar a formação moral e precisa ser ministrada por meio do ensino da língua materna. Deste modo, a tarefa do mestre é ampliar o que o estudando já sabe e enriquecê-lo com todas as implicações educacionais. Ele enfatizou a importância da educação estar envolvida com o âmbito social e artístico, relacionando com músicas, canto e expressões artísticas. Por isso, é conhecido suas constantes escolas populares.
A aplicação do sistema monitorial por Girard teve a oposição do bispo e das autoridades civis de Friburgo em 1823. A hostilidade dos jesuítas resultou em sua expulsão de sua posição e foi trabalhar no ginásio de Lucerna como professor de filosofia. Em 1834 regressou a Friburgo, onde permaneceu até à sua morte, empenhado em estudos e na publicação de algumas das suas obras.

## Obras
- Cours de philosophie fait au Lycée de Lucerne (1829-1831)
- De l'enseignement régulier de la langue maternelle (1834)
- Des moyens deimuler l'activité dans les écoles (1835)
- Parallèle entre la philosophie et la physique (1840)
- Cours éducatif de langue maternelle (Paris, 1840-1848)